# Ordem jônica

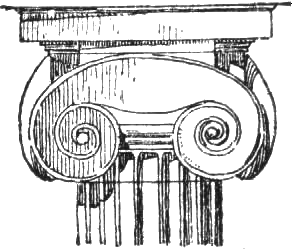
Capitel Jónico

A Ordem Jônica é uma das ordens arquitetônicas clássicas. Suas colunas possuem capitéis ornamentados com duas volutas, altura nove vezes maior que seu diâmetro, arquitrave ornamentada com frisos e base simples. Possui vinte e quatro linhas verticais.

## Origem
Na arquitetura grega, os templos eram as edificações que despertavam o maior interesse, construídos não só para reunir pessoas em seu interior para cultos religiosos, como também para proteger da chuva ou do sol as esculturas de suas divindades. A característica mais evidente dos templos gregos é a simetria entre o pórtico da entrada - pronau - e o dos fundos - opistódomo.
O núcleo do templo grego era formado pelo pronau, pelo naos (recinto onde ficava a imagem da divindade) e pelo opostódomo. Esse núcleo era cercado pelo peristilo (colunata, ou série de colunas). Em cidades mais ricas, o peristilo chegou a ser formado por duas séries de colunas em torno do núcleo do templo.
O templo era construído sobre uma base de três degraus. O degrau mais elevado chamava-se estilóbata e sobre ele eram erguidas as colunas do peristilo e as paredes do núcleo do templo. As colunas do templo sustentavam um entablamento horizontal, formado por três partes: a arquitrave, o friso, e a cornija. As colunas e o entablamento eram construídos segundo os modelos da ordem dórica ou da ordem jônica.
A Ordem Jônica surge a leste da Grécia oriental e seria, por volta de 450 a.C., adotada também por Atenas. Desenvolvendo-se paralelamente ao dórico apresenta, no entanto, formas mais fluidas e uma leveza geral, sendo mais utilizado em templos dedicados a divindades femininas. A coluna possui uma base larga, tem geralmente nove módulos de altura, o fuste é mais elegante e apresenta vinte e quatro caneluras. O capitel acentua a analogia vegetal da coluna pela criação de um elemento novo entre o coxim e o ábaco de caráter fitomórfico. Este elemento dispõe de dois “rolos” consideravelmente projetados para os lados, as volutas. O friso passa a ter elemento único decorado em continuidade.
O Erecteion de Atenas, talvez o mais belo dos templos jônicos, levantando em honra de um lendário herói ateniense chamado Erecteu, terminou sua construção em 406 a.C., estando localizado sobre a Acrópole da cidade.
A ordem jónica percorreu uma lenta evolução desde a sua criação (séc. VI a.C.) até à sua constituição final no período clássico.
A ordem jónica é caracterizada pela existência de: uma base seguida ou não de um plinto ; tem igualmente um fuste delgado, na generalidade feito por uma só pedra, que possui mais caneluras, do que as existentes na ordem dórica; estas apresentam-se mais profundas e semicirculares, não possuem quaisquer arestas vivas e a sua ênfase mostra-se pouco notória; do mesmo modo apresenta um capitel muito característico com faces iguais duas a duas (normalmente são quatro volutas ou espirais unidas por linhas curvas); apresenta ainda uma arquitrave composta por três faixas progressivamente salientes e um friso contínuo e decorado.
O estilo jónico revela uma ligação entre o interior e o exterior do templo e entre as paredes, os suportes e os balaústres; nota-se igualmente a existência de colunas esbeltas, decorativas, conectadas com o símbolo feminino e apresentando-se menos rigorosas.
Temos como exemplos de templos estritamente ligados com a ordem jónica: o Templo de Atena Níké, o Tesouro de Delfos e o Parténon.
A junção da ordem dórica e da ordem jónica originou o que designamos por propileus, ou seja, a entrada monumental dos antigos edifícios gregos